# Вулиця Постишева (Донецьк)

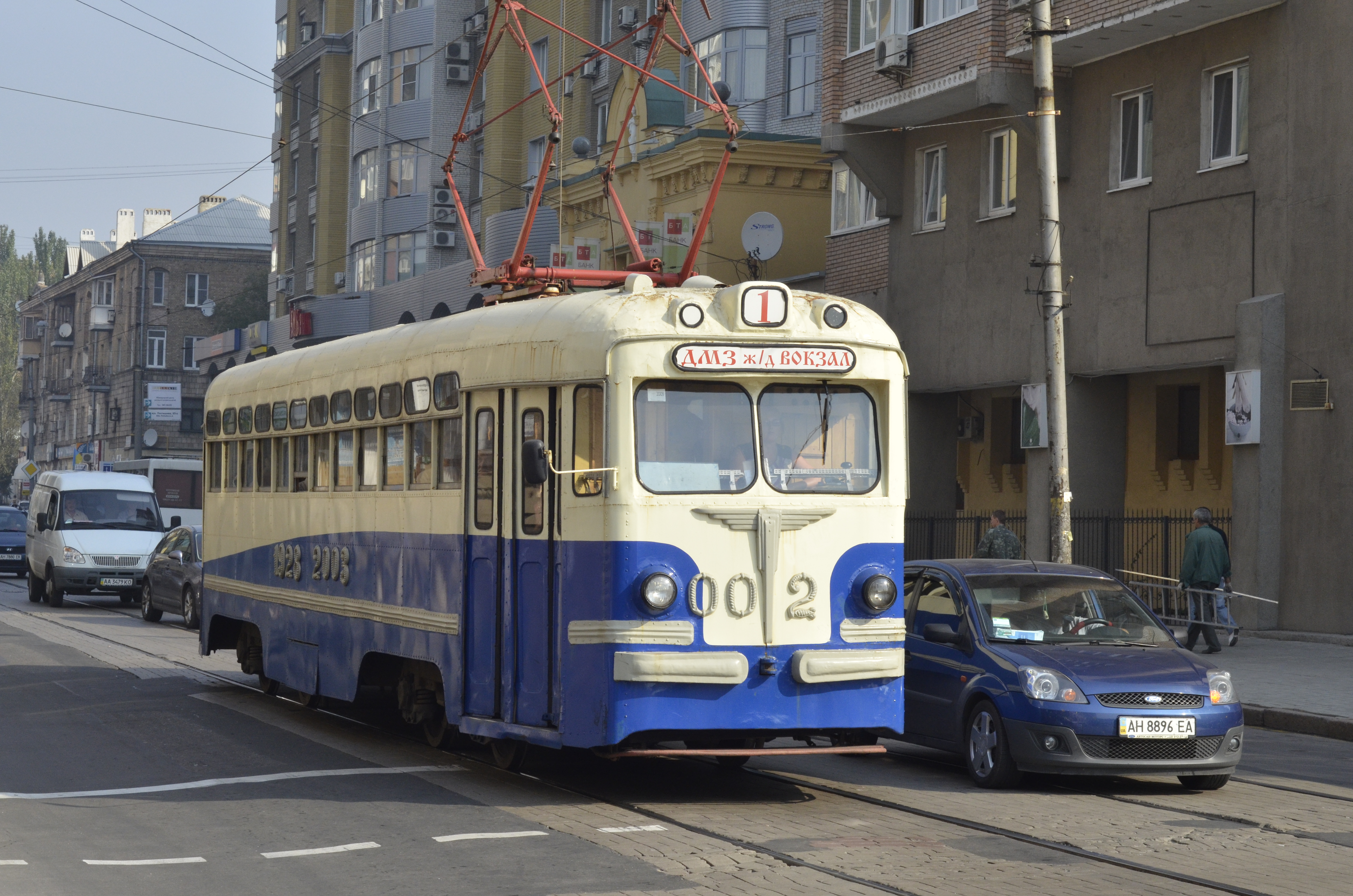
В святокові дні працює ось такий екскурсійний трамвай

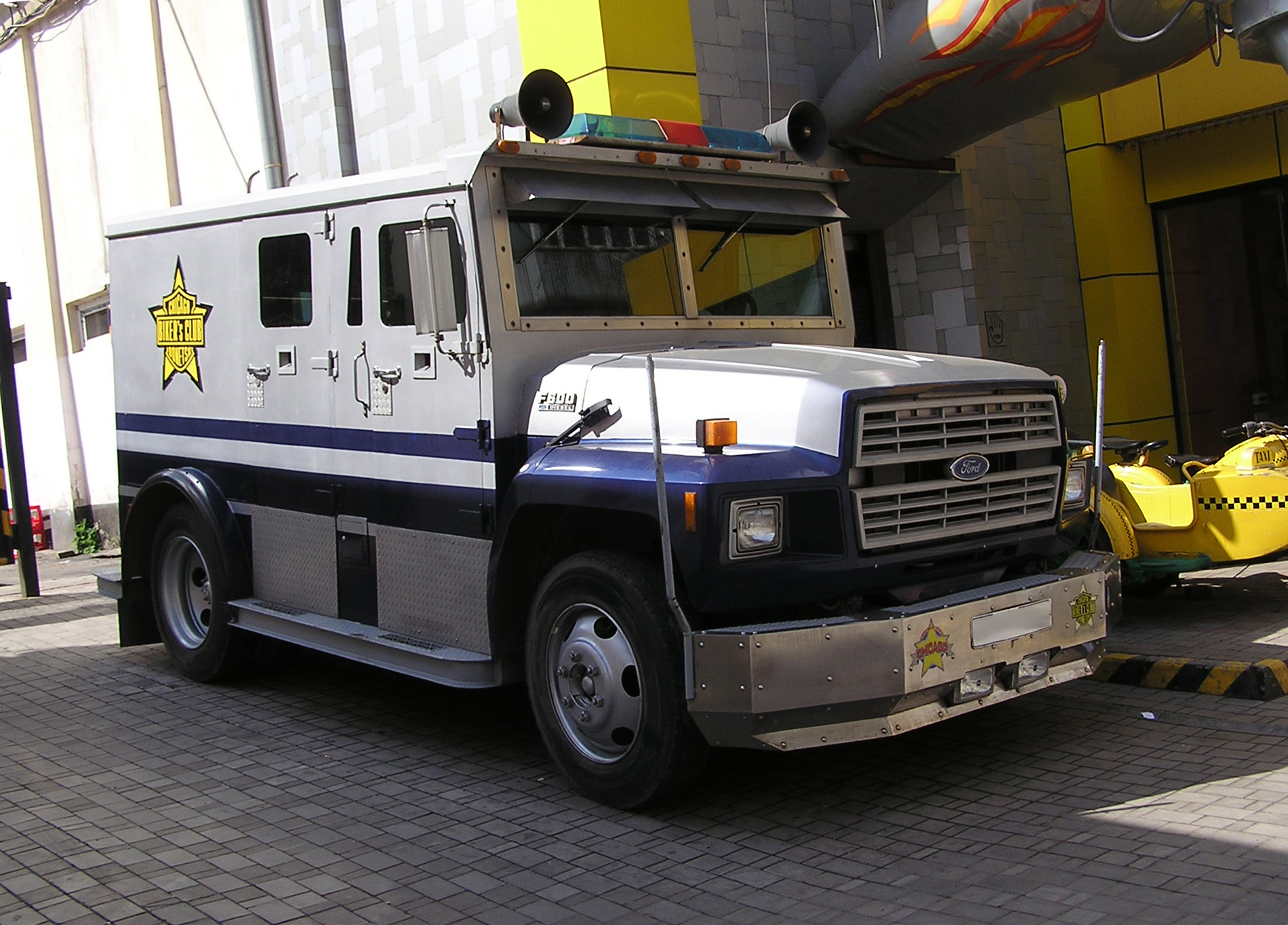
Тут можна багато чого побачити

Вулиця Постишева — одна з центральних вулиць Донецька. З'явилася в 1890-х роках паралельно до Першої лінії. На початку вулиці збереглися будинки кінця XIX століття.

## Розташування
Вулиця Постишева знаходиться у Ворошиловському районі Донецька. Вона протяглася в напрямку з півдня на північ. З заходу паралельно до неї розташувалася вулиця Артема, зі сходу — вулиці Горького та Челюскінців. Довжина вулиці близько двох кілометрів.

## Історія
Спочатку вулиця називалася Сьома лінія, поряд з іншими лініями у Юзівці. В 1928 році лінії були перейменовані, у тому числі й Сьома, котра одержала назву Новомартенівська.
У 1937 році на честь сторіччя від дня смерті Олександра Сергійовича Пушкіна вулиця була перейменована у Пушкінську. Під час німецької окупації Донецька в роки Другої Світової війни назви вулиць були замінили на попередні, у тому числі вулиці центра міста знову стали називатися номерними — лінія. Після звільнення міста вулицям повернули довоєнні назви.
У середині 1950-х років на честь Пушкіна був названий новий бульвар Пушкіна і вулиця була перейменована на честь Павла Постишева — радянського державного й партійного діяча, злочинця, одного з організаторів Голодомору в Україні 1932—1933 років.
Донецька обласна організація Конгресу українських націоналістів і її голова Марія Олійник з 1990 року неодноразово зверталися до Донецької міської ради з проханням перейменувати вулицю на честь Василя Стуса.

## Інциденти, пов'язані з назвою вулиці
У ніч із 24 на 25 листопада 2007 року невідомими була розбита меморіальна дошка на вулиці Постишева, яка розміщалася на фасаді будинку № 66. Однак невдовзі донецька влада відновила її.
2009 року обласна організація Всеукраїнського товариства «Просвіта» під керівництвом Марії Олійник знову звернулася до Донецької міської ради з проханням перейменувати цю вулицю на вулицю імені Стуса, але зміну назви не затвердила депутатська комісія.

## Визначні пам'ятки

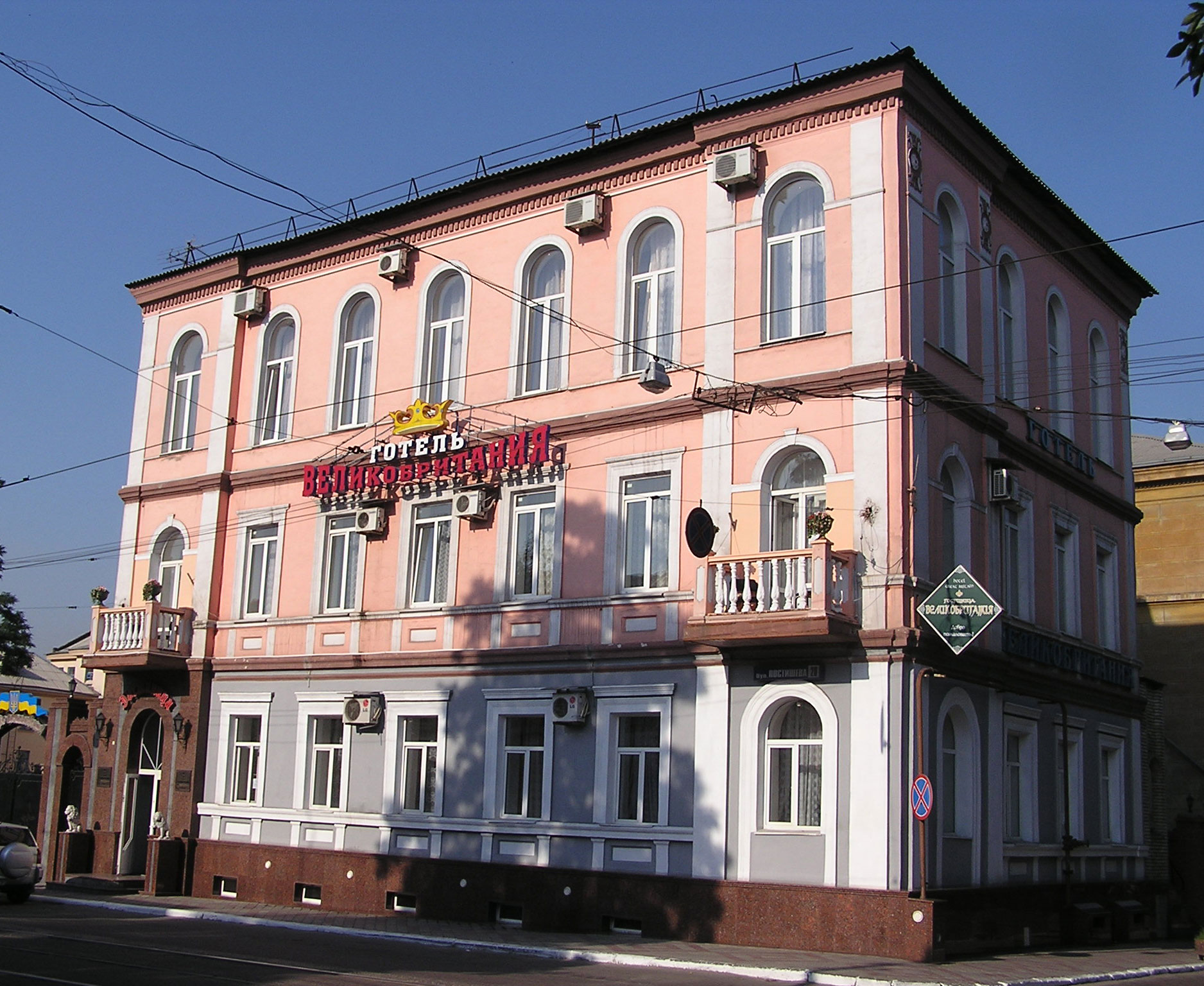
Готель Велика Британія

За час свого існування на вулиці було розташовано багато визначних пам'яток Донецька:
- Синагога
- Готель Велика Британія
- Клуб приказчиків
- Будинок Кроля
- Купецький дім
- Green plaza
- Перша міська лікарня
- Краєзнавчий музей
- Будинок брадмейстера Екка
- Будинок Вигдергауза
- Кінотеатр повторного фільму
- Площа Леніна
- Донецька обласна філармонія
- «Жінка-птах»

## Транспорт
По цій вулиці прокладені маршрути трамваю № 1 та 6.